# みだれ髪 (小柳ルミ子の曲)
「みだれ髪」（みだれがみ）は、小柳ルミ子の35枚目のシングルである。1982年5月21日にSMS Recordsより発売された。

## 概要
表題曲は金鳥（大日本除虫菊）″蚊取線香″ のコマーシャルソングに使用された。小柳はこの曲で同年の大晦日に放送された第33回NHK紅白歌合戦に出場した。

## 収録曲
1. みだれ髪（3分55秒）
作詞：喜多条忠、作曲：平尾昌晃、編曲：竜崎孝路
2. 二十三夜（3分6秒）
作詞：喜多條忠、作曲：小杉保夫、編曲：竜崎孝路